# اولریخ فرانتزن
اولریخ فرانتزن (به انگلیسی: Ulrich Franzen) متولد ۱۹۲۱، معمار مهاجر آمریکایی است.
او مدتی با آی ام پی کار کرد.